# José Tadeo Monagas (gemeente)
José Tadeo Monagas is een gemeente in de Venezolaanse staat Guárico. De gemeente telt 86.800 inwoners. De hoofdplaats is Altagracia de Orituco.